# Лисий (річка)
Лисий — струмок в Україні, у Долинському районі Івано-Франківської області, правий доплив Сукілі (басейн Дністра).

## Опис
Довжина струмка приблизно 4  км.  Формується з багатьох безіменних струмків.

## Розташування
Бере початок у лісовому масиві на північно-східній стороні від села Станківці. Тече переважно на північний схід і на нівденно-західній околиці Болехіва впадає у річку Сукіль, ліву притоку Свічі.